# Маргарита Йоркська
Маргари́та Йо́ркська (англ. Margaret of York), в шлюбі й удівстві знана як Маргари́та Бургу́ндська (фр. Marguerite de Bourgogne; 3 травня 1446, Фотерінгей — 23 листопада 1503, Мехелен) — дочка герцога Йоркського Річарда Плантагенета, сестра королів Англії Едуарда IV і Річарда III; третя та остання дружина Бургундського герцога Карла Сміливого.
Батько Маргарити претендував на англійський трон і був убитий 1460 року. Декілька місяців потому на трон зійшов брат Маргарити Едуард IV, а сама вона стала вигідною партією для майбутнього чоловіка. На шлюб із Маргаритою було кілька претендентів, проте її брат-король розраховував одержати в союзники Бургундію; союз цей удалося укласти лише 1468 року, коли Маргарита стала дружиною Карла Сміливого. Своїх дітей Маргарита не мала, проте виховувала дочку Карла Марію, а потім і її дітей. Чоловік Маргарити загинув у бою 1477 року, після чого сама вона стала в родині впливовою матріархинею. Після смерті обох братів-королів Маргарита відмовилася визнати нового короля і почала плести проти Генріха VII інтриги, від яких мусила відмовитися 1496 року. Останні роки життя присвятила онукам та правнукам свого чоловіка. Померла у своїй вдовиній резиденції у віці 57 років.

## Життєпис

### Походження та ранні роки
|                                                                               |  |  |
| Батьки Маргарити — Річард Плантагенет, 3-й герцог Йоркський, і Сесілія Невілл |  |  |

Маргарита народилася 3 травня 1446 року в замку Фотерінгей і була сьомою дитиною й четвертою дочкою з 13 дітей Річарда Плантагенета, 3-го герцога Йоркського, і Сесілії Невілл. По батькові дівчинка була онукою Річарда Конісбурга, 3-го графа Кембриджа, і Анни Мортімер, по матері — Ральфа Невілла, 1-го графа Вестморленда, і Джоан Бофорт; також і по батькові, й по матері Маргарита була праправнучкою короля Англії Едуарда III.
Про дитинство дівчинки відомо мало. У 1453—1454 роках під час хвороби короля Генріха VI батько Маргарити був регентом Англії; в цей же період розглядалася можливість шлюбу між спадкоємцем бургундського герцога Карлом Сміливим та однією з дочок герцога Йоркського, молодшою з яких була восьмирічна Маргарита. Однак переговори про шлюб припинили, коли на наполегливу вимогу королеви Маргарити Річарда Плантагенета вигнали з королівської ради і, таким чином, позбавили влади. Коли 1455 року вибухнула Війна Троянд, герцог Йоркський втік до Ірландії, а потім і на континент, а його дружина Сесілія з дітьми (серед яких, ймовірно, була і Маргарита) залишилася в замку Ладлоу. Після перемоги Йорків у битві при Нортгемптоні 1460 року Сесілія Невілл разом із дітьми вирушила до Лондона, щоб привітати чоловіка-тріумфатора. У Лондоні Маргариту з матір'ю та братами Джорджем та Річардом поселили в Саутерці в будинку покійного сера Джона Фальстофа, який був близьким як із королем Генріхом VI, так і з Річардом Плантагенетом.
30 грудня 1460 року, коли Маргариті було 14 років, у битві при Вейкфілді вбито її батька і брата Едмунда. За три місяці, 4 березня 1461 року, англійський трон зайняв інший брат Маргарити — Едуард IV. У період між смертю батька та сходженням на престол брата Маргарита проживала разом із матір'ю в Лондоні в Бейнардському замку, який став штаб-квартирою Йорків, а після сходження на трон Едуарда IV — основною резиденцією Сесілії Невілл. Ставши сестрою короля, Маргарита багато часу проводила в будинку матері, а також при дворі брата у Грінвіцькому палаці. 30 березня Едуард IV призначив сестрі ануїтетні виплати зі скарбниці у розмірі 400 марок на рік; цю суму за 1461 рік повністю виплачено до листопада того ж року. У наступні роки розмір виплат двічі підвищувався. Після того, як Едуард одружився з Єлизаветою Вудвіл, коронацію якої Маргарита відвідала у травні 1465 року, вона часто супроводжувала королеву і навчалася тонкощам придворного етикету при її дворі. Разом з тим Маргарита була дуже прив'язана до своєї надзвичайно благочестивої матері. Вона була розумною та освіченою.

### Шлюбні плани, заручини

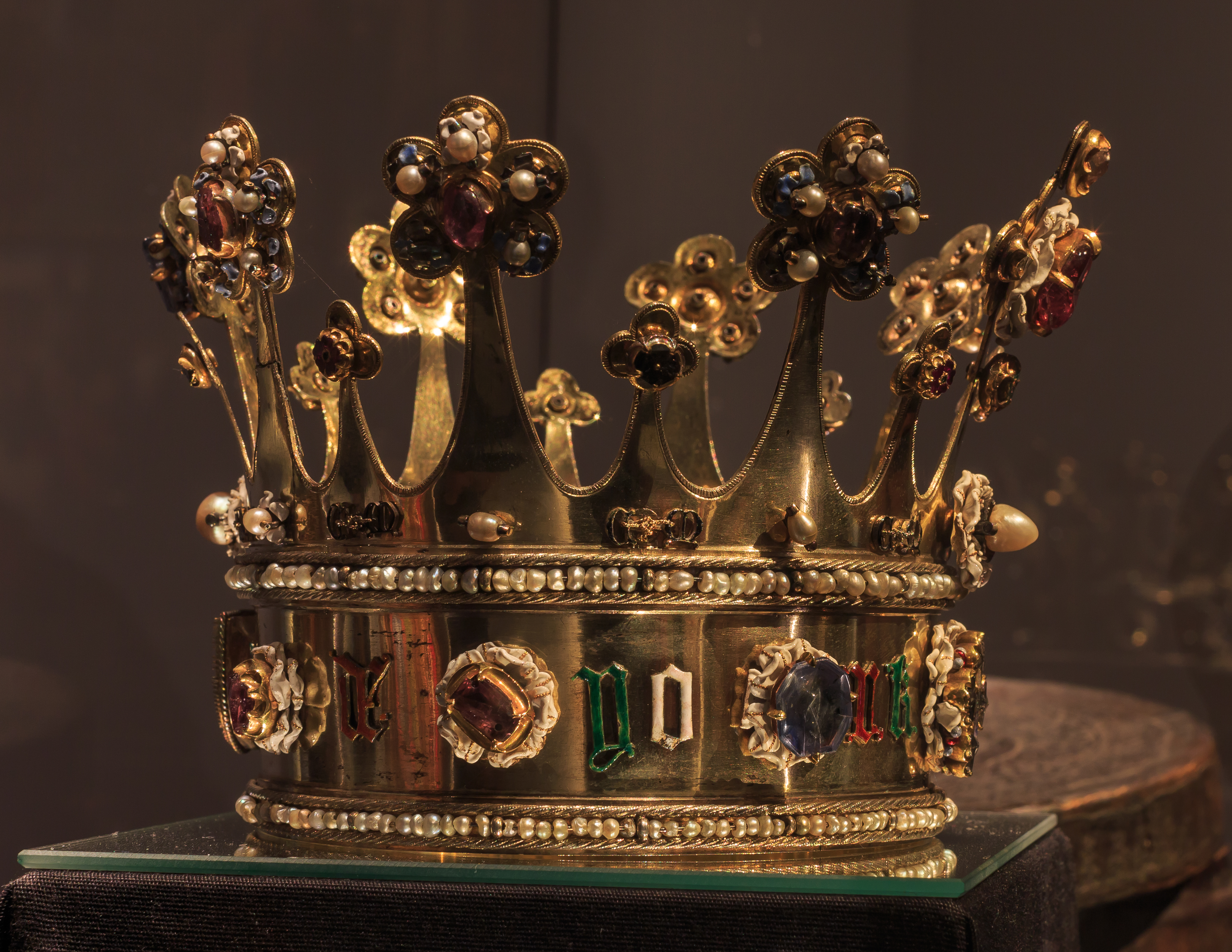
Корона Маргарити Йоркської, створена в Лондоні до 1461 року

Як неодружена сестра короля, Маргарита була одним із найцінніших дипломатичних активів нової династії. 1462 року пішли чутки про можливий шлюб Маргарити зі шотландським королем Яковом III. Серйозніша пропозиція про шлюб надійшла від претендента на трон Арагону дона Педро Португальського, але він несподівано помер у червні 1466 року. На цей момент знову з'явилася перспектива союзу з Бургундією: у вересні Карл Сміливий, який на той момент носив титул графа Шароле, овдовів удруге, маючи спадкоємицею лише малолітню дочку.
Переговори почалися майже відразу після смерті Ізабелли де Бурбон у вересні 1465 року, але були затримані бургундським небажанням порвати всі зв'язки з Ланкастерами. Посланником Карла виступив протонотарій Гійом де Клюні, який пізніше став єпископом Пуатьє, який мав розпочати переговори, але не доводити їх до кінця, а лише заручитися підтримкою Едуарда IV і його обіцянкою не чинити жодних дій проти графа Шароле. Філіпп де Коммін пише, що Карл ненавидів Йорків усім серцем і не збирався одружуватися з Маргаритою. Крім того, планам про шлюб перешкоджав і прихильник Едуарда IV Річард Невілл, 16-й граф Ворік, який хотів видати сестру короля за французького принца.
У 1466—1467 роках король Франції Людовік XI охоче запропонував не менше чотирьох кандидатів на руку Маргарити, але смерть герцога Бургундського в червні 1467 року дала новий поштовх для переговорів із Бургундією. 1 жовтня 1467 року Маргарита висловила формальну згоду на шлюб із Карлом, який пізніше того ж місяця доручив своїй матері скласти список умов майбутнього шлюбу. До лютого 1468 року узгоджено розмір посагу Маргарити — 200 тис. екю, які мали бути виплачені протягом трьох років. У травні 1468 року отримано папський дозвіл на шлюб і укладено союз проти Франції. 17 травня 1468 року, після затвердження обома сторонами всіх умов, укладено заручини. Сам герцог Бургундський пішов на шлюб із принцесою з дому Йорків тільки для того, щоб знайти могутнього союзника проти французького короля.
18 червня відбула до Фландрії. Перед від'їздом у Лондоні відвідала королівський гардероб і побувала в соборі Святого Павла, де помолилася і пожертвувала. Потім у супроводі графа Воріка і на його коні, що символізувало примирення графа з королівським подружжям, принцеса проїхала через Чипсайд, де отримала в подарунок від мера та олдерменів 100 золотих монет і пару багато прикрашених чаш. Ніч провела в Стратфордському абатстві, де також зупинилися король і королева. Потім здійснила паломництво до мощів Святого Томаса в Кентерберрі. 24 червня з пишним почтом відбула з Маргейта в Сльойс, куди прибула пізно ввечері 25 червня. У Сльойсі її зустріли багаттями та театральними виставами. 26 червня її відвідала герцогиня-вдова Бургундська. Наступного дня Маргариту відвідав і сам герцог «з 20 особами потай»; вони поспілкувалися через єпископа Солсбері, після чого герцог попрощався з нею і повернувся в Брюгге.

### Шлюб

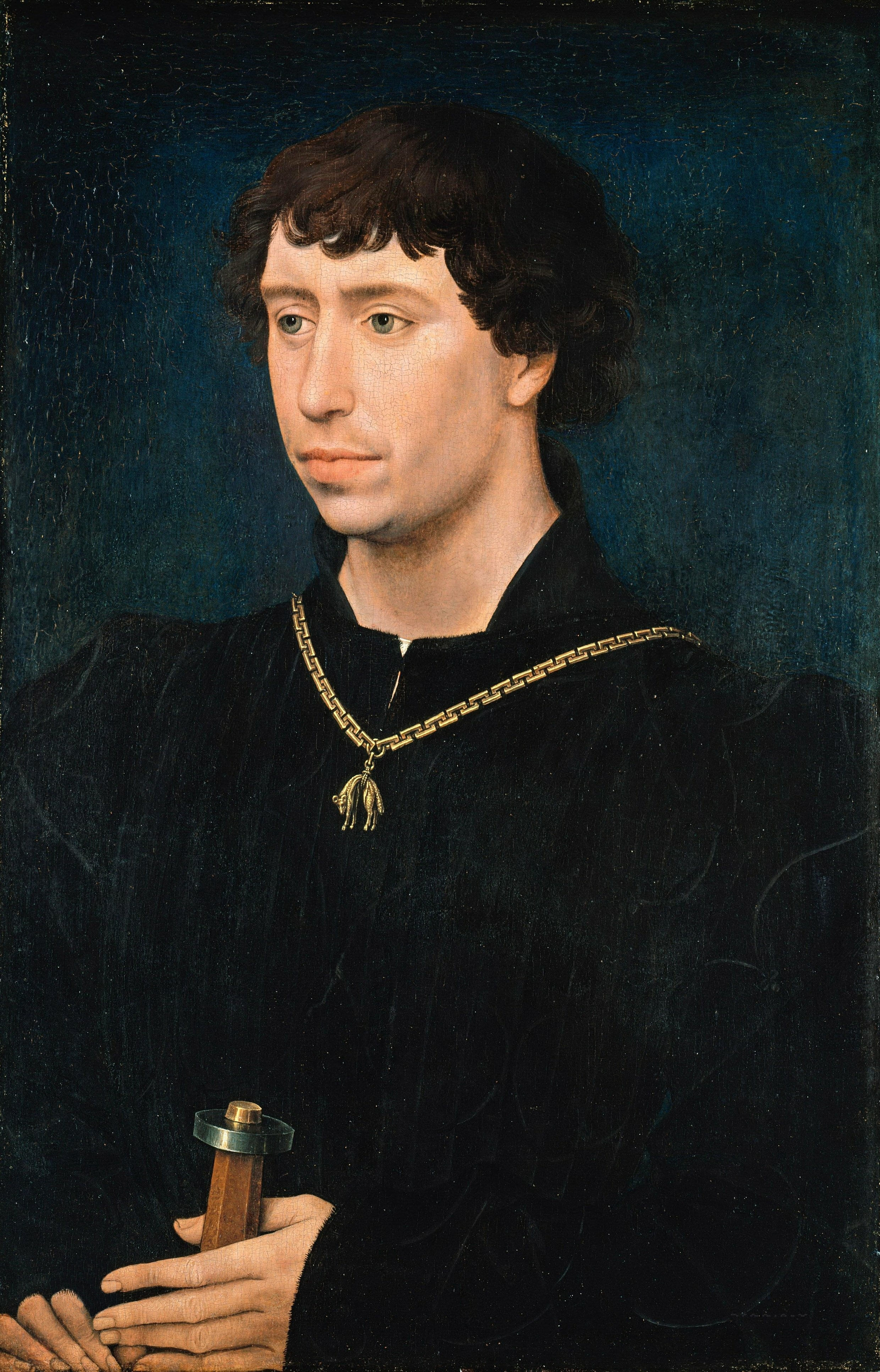
Карл Сміливий, чоловік Маргарити Йоркської

3 липня 1468 року в місті Дамме, Фландрія, відбулося весілля Маргарити та Карла. Шлюбні урочистості проходили в Брюгге, куди пара урочисто в'їхала в день вінчання, і тривали 10 днів. Глядачів уразила висока, елегантна, світловолоса герцогиня. 23 липня пара прибула до Брюсселя, де на неї також чекали великі святкування.
Про сімейне життя герцогського подружжя відомо мало. Незабаром після весілля Маргарита поринула в рутину, яка тримала її і Карла далеко один від одного: у перші півроку спільного життя вони були разом всього 21 день, 96 днів у 1469 році і 145 днів у 1470 році, а потім, часто перебуваючи поряд один з одним у компанії, вони майже не залишалися наодинці (по два тижні в 1473 та 1474 роках); востаннє подружжя бачилося в липні 1475 року. Однак офіційні стосунки між ними залишалися теплими, а при Бургундському дворі, де жінки займали почесне місце, Маргарита завжди знаходила для себе заняття. Вона була в дружніх відносинах зі свекрухою Ізабеллою Португальською, яка померла 1471 року, і поводилася з дочкою Карла від другого шлюбу Марією, яка була молодшою за неї на 11 років, як з молодшою сестрою. Маргарита та Марія проводили багато часу разом і мали багато спільних інтересів; їхні спільні портрети з'являються в кількох сучасних ілюмінованих рукописах та картинах. Маргарита також замовляла численні рукописи, підтримувала друкаря Кекстона і, особливо у вдівстві, віддавалася пристрасті до будівництва та благодійних робіт, заохочуючи освіту та строгі релігійні рухи. Крім того, коли 1475 року в Карла з'явилися політичні і військові труднощі, прийняла на себе значну адміністративну роль: вона виступила проти французів у Артуа і провела переговори з фламандськими містами.
Хоча шлюб Маргарити та Карла зміцнив політичний союз Англії та Бургундії, сам герцог надавав допомогу як Йоркам, так і Ланкастерам. Коли 1470 року Едуард IV втратив трон і втік із країни, він знайшов притулок у Бургундських Нідерландах і отримав допомогу від Карла, щоб повернутися і відвоювати трон. Попри це, Едуард і чоловік Маргарити так і не стали близькими і, як повідомляє Філіп де Коммін, до кінця життя «один про одного не відгукувалися добрим словом». У той же час Маргарита також відіграла не останню роль у примиренні Едуарда з іншим братом, Джорджем, герцогом Кларенсом, і, головно, завдяки її зусиллям останній був відокремлений від партії Генріха VI і графа Воріка, який повалив його з престолу 1470 року.

### Удівство

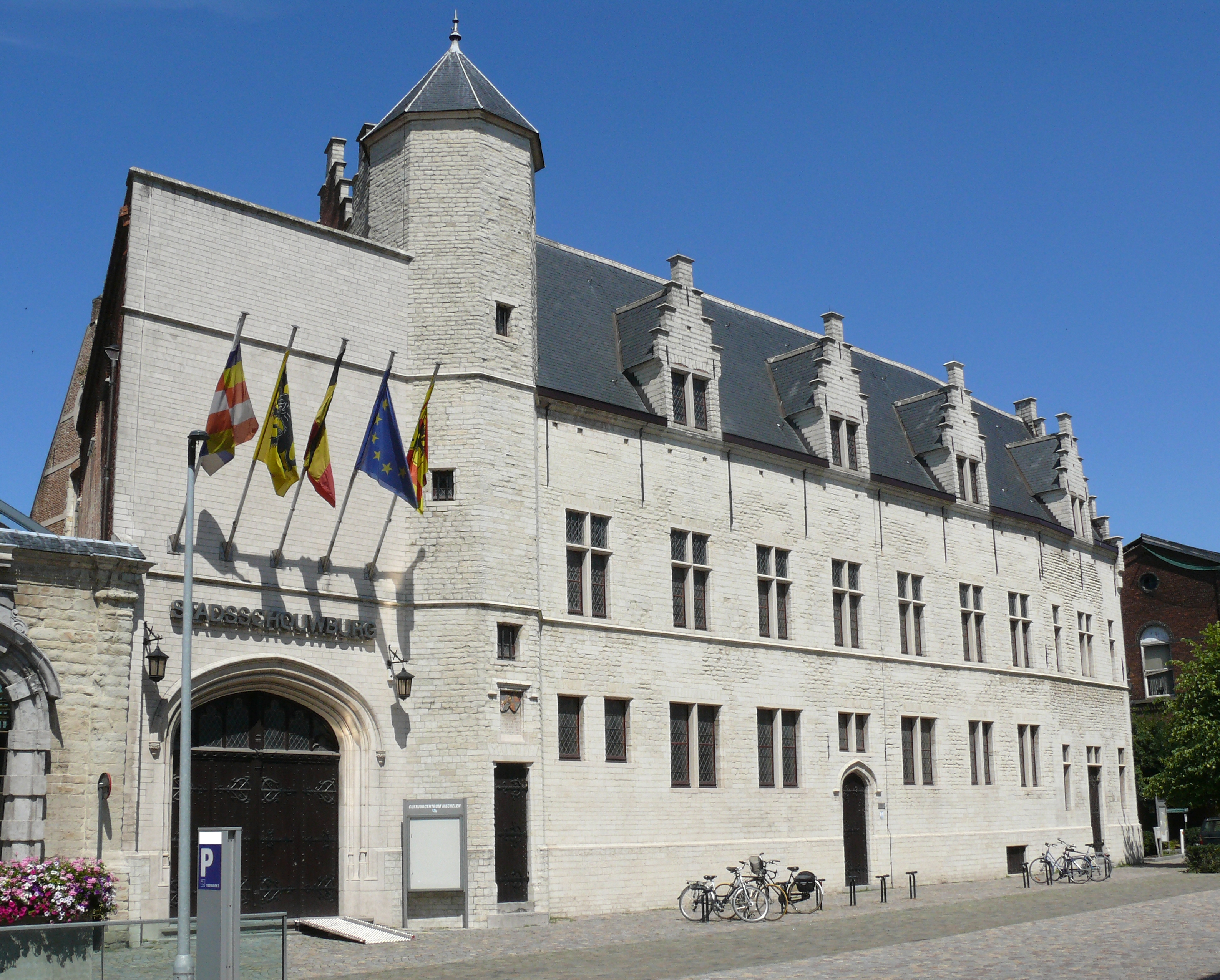
Палац Мехелена — основна резиденція Маргарити у вдівстві

Карл Сміливий загинув у Битві при Нансі 5 січня 1477 року, залишивши Маргариту бездітною вдовою. Після смерті Карла і вторгнення французького короля Людовіка XI в бургундські володіння Маргарита, якій допомагали лорд Г'юмберкур і канцлер Гійом Г'югоне, надала неоціненну підтримку падчериці Марії, яка зі смертю батька стала герцогинею Бургундії. Одним із перших державних актів Марії стало підтвердження передачі в довічне користування Маргарити великих володінь, які належали їй як удовина частка. Серед цих володінь був Мехелен, який став основною резиденцією герцогині. Маргарита також підтримала Марію у виборі нареченого — ерцгерцога австрійського Максиміліана Габсбурга (заручини з ним обговорювали ще за життя батька Марії), — хоча місцева шляхта була проти союзу з ним, і як акт непокори 3 квітня 1477 року вбито прихильників Маргарити Г'юмберкура та Г'югоне. Коли Максиміліан прибув, щоб утвердити свій шлюб (весілля з Марією відбулося в Генті 18 серпня), Маргарита з ентузіазмом пообіцяла йому свою лояльність. Згодом їхні погляди на політику герцогства рідко не збігалися, але Максиміліан дбав про особисте благополуччя Маргарити, поки та дбала про благополуччя держави та інтереси Габсбургів у Бургундії.
У липні чи серпні 1480 року Маргарита вперше після від'їзду до Бургундії відвідала свого брата-короля і залишилася в Англії до кінця вересня. Поїздка мала дипломатичний характер: Маргарита мала укласти союз між Едуардом IV і Максиміліаном, а також домовитися про торгові преференції для Бургундії. Їй удалося отримати ліцензії на експорт волів та овець у Фландрію, а також на безмитний експорт вовни. Потім повернулася до Бургундії і більше володіння падчерки не покидала.
У березні 1482 року внаслідок нещасного випадку під час соколиного полювання вагітна Марія Бургундська впала з коня і за кілька днів померла. Для Маргарити смерть падчериці, якій вона присвятила своє життя, стала страшним ударом. Регентом за малолітнього сина Марії став Максиміліан, проте він не був популярним, що призвело до громадянської війни в Голландії. У 1483—1485 роках послідовно померли двоє братів Маргарити — Едуард IV і Річард III, а також французький король Людовік XI. Все це стало серйозним випробуванням здібностей Маргарити. Саме на герцогиню-вдову лягла відповідальність щодо виховання дітей Марії Бургундської. Вона також відмовилася визнати захоплення англійського трону Генрі Тюдором, а при її дворі знайшли притулок багато йоркістів. Крім цього підтримувала двох самозванців, які претендували на англійський трон: Ламберта Сімнела, який видавав себе за графа Воріка, який насправді перебував у Тауері, і Перкіна Ворбека, який видавав себе за Річарда Йорка, який зник із Тауера разом з братом 1483 року. Відомо, що Сімнелу Маргарита надала дві тисячі німецьких найманців для захоплення трону, а також прийняла його в Мехелені в липні 1486 року як сина Кларенса, її улюбленого брата. Після поразки Сімнела в битві при Стоук-Філд Маргарита зіткнулася зі внутрішніми труднощами (Максимиліана 1488 року захопили фламандці), що вимагали її пильної уваги. На якийсь час вона відсторонилася від зовнішньої політики, проте продовжувала плести інтриги проти Генріха VII Тюдора.

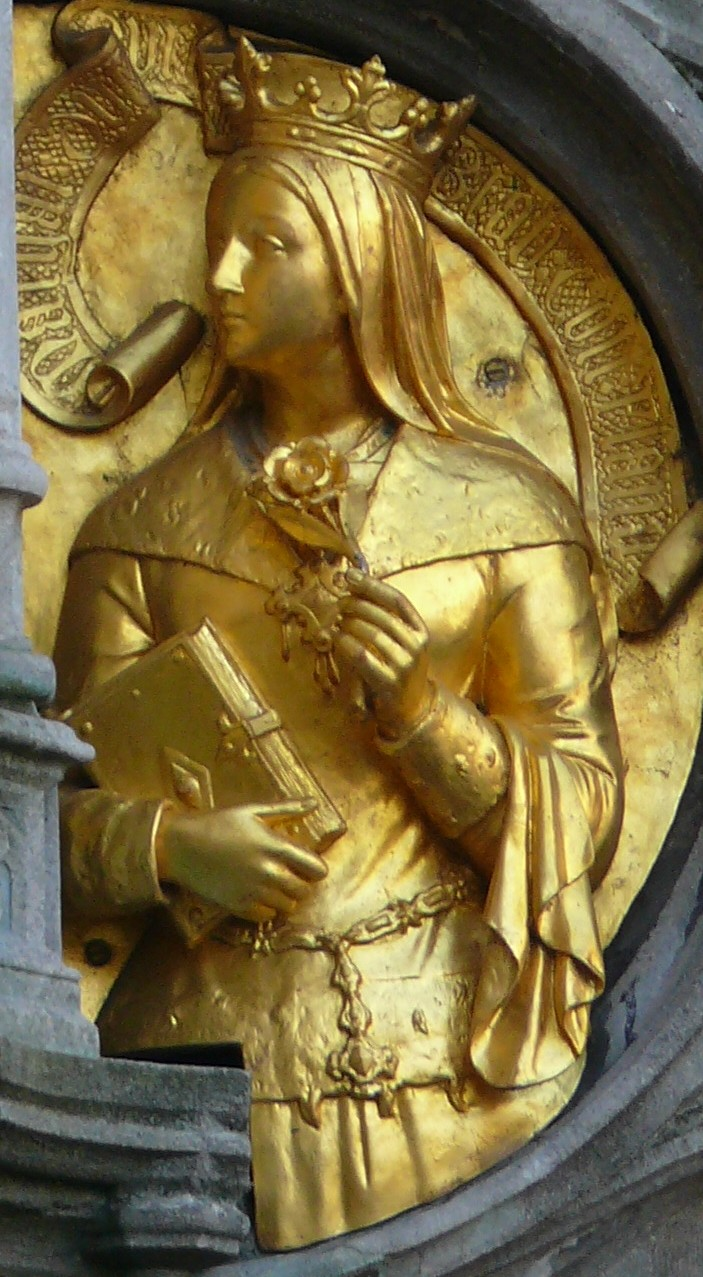
Маргарита Йоркська. Фрагмент позолоченої статуї на фасаді базиліки Святої крові в Брюгге (Бельгія)

Перкін Ворбек уперше з'явився при дворі Маргарити 1490 року, розповівши там історію свого порятунку: нібито брата його, короля Едуарда V, убито, але над самим Річардом змилосердилися через його вік і «невинність» і змусили дати клятву, яка змусила принца приховувати своє справжнє ім'я та походження «кілька років». Маргарита підтримала легенду Ворбека і навіть написала кілька листів іноземним правителям та папі римському з проханням підтримати її «племінника». Сама вона також надала самозванцю фінансову допомогу. Оскільки невідомо, наскільки достовірною є історія Ворбека, яку він пізніше розказав на допитах, а також через його зовнішню схожість із дітьми короля Едуарда IV деякі історики припускають, що самозванець міг бути одним із бастардів королів Едуарда IV або Річарда III або бастардом самої Маргарити. Після невдалої висадки в Англії та втечі Ворбека до Шотландії Маргарита продовжувала підтримувати з ним зв'язок. У лютому 1496 року Англія та Священна Римська імперія підписали торговельну угоду Intercursus Magnus, внаслідок чого Маргарита змушена була відмовити у підтримці ворогам Генріха VII. Однак формальне примирення з англійським королем відбулося лише 1498 року.

### Останні роки
Як впливова матріархиня в сім'ї, останні роки життя Маргарита присвятила онукам та правнукам свого чоловіка. 1500 року вона стала хрещеною матір'ю майбутнього імператора Карла V, а через рік разом із дочкою Марії Бургундської Маргаритою відвідала Галле. Саме молодшій Маргариті герцогиня-вдова заповідала більшість свого особистого майна.
Померла 23 листопада 1503 року в Мехелені і була похована в обителі францисканців. Гробницю Маргарити зруйновано наприкінці XVI століття. Крім численних портретів і мініатюр, що зображують Маргариту, і майже 30 рукописів, що збереглися, до яких вона могла мати стосунок, найголовнішою спадщиною герцогині стала корона[⇨], виготовлена в Англії, яка була частиною її посагу і яку 1474 року вона пожертвувала собору Аахена.

## У культурі
Маргарита — головна героїня роману Анни Естер Сміт «Дочка Йорка» (2008). У романі описано період життя Маргарити між смертю батька і смертю її чоловіка. Вона також з'являється в романі Сміт «Королівська милість» (2009). Крім того, Маргарита часто згадується в романі Філіппи Ґреґорі «Біла принцеса» (2014). В екранізації роману (2017) роль Маргарити виконала Джоан Воллі. У телесеріалі BBC «Тінь Тауера» (1972) роль Маргарити Йоркської виконала Рейчел Кемпсон.